# Edamame
Edamame (枝豆?) es el nombre japonés de las vainas de soja inmaduras ("chauchas de soja" en términos argentinos) que crecen en el este de Asia, como Japón, Taiwán, Corea o China. En Occidente, este plato se encuentra en restaurantes japoneses. 
Las variedades de soja que suelen utilizarse para la elaboración de edamame son la de soja summer shell y soja green shell las cuales se siembran en primavera y se recolectan en verano pasados unos 90-100 días desde la siembra

## Denominación
El nombre japonés edamame (枝豆?) se emplea habitualmente en países angloparlantes para referirse a este plato. Edamame significa literalmente "alubia de rama" (eda = "rama" + mame = "frijol, alubia") y se refiere a las semillas de soja tiernas, recogidas con el pedúnculo. Por edamame se entiende también la preparación de las vainas hervida en agua con sal, por ser la más frecuente.
En chino, las semillas inmaduras se denominan maodou (en chino, 毛豆; pinyin, máodòu; literalmente, ‘alubia peluda’), y la vaina maodoujia (en chino, 毛豆荚; pinyin, máodòujiá; literalmente, ‘vaina de alubia peluda’). En chino el plato se denomina en realidad "maodou hervido", si en un restaurante se pide maodou seguramente lo sirvan hervido en agua con sal.
La referencia más antigua de este plato data del año 1275; el monje japonés Nichiren Shonin escribió una nota de agradecimiento a un parroquiano por el edamame que había dejado en el templo.

## Preparación
Las vainas de soja verdes se recogen antes de madurar. Algunos cocineros cortan los extremos de las vainas antes de hervirlas; la cocción puede realizarse en agua o al vapor. Habitualmente se añade sal, bien disuelta en el agua o bien después de haber cocido las vainas. Aunque se pueden consumir calientes, es más habitual servir el edamame cuando se ha enfriado.

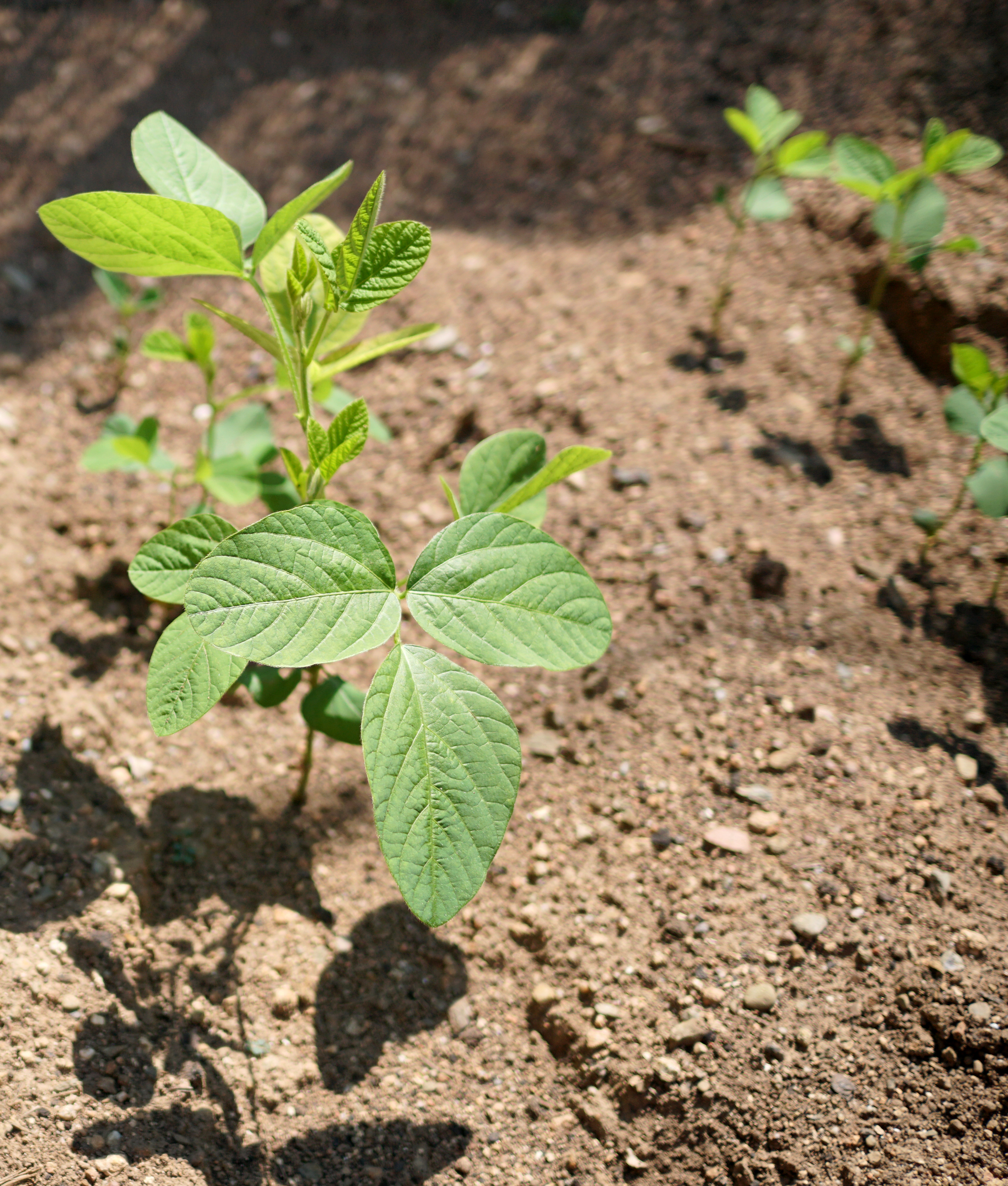
Planta edamame (soja green shell) tras un mes de ser plantada

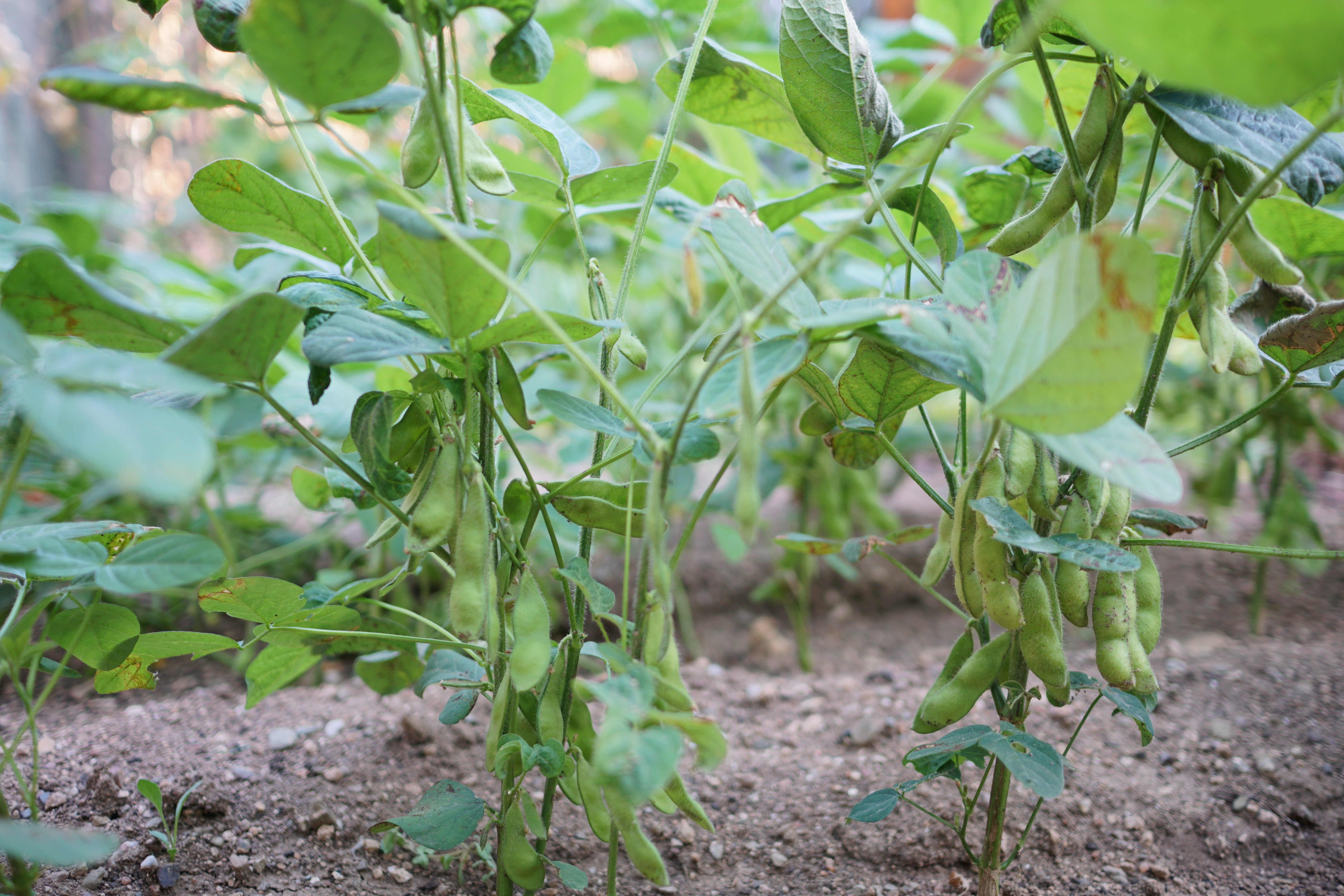
Soja green shell (edamame) después de dos meses de ser plantada

A diferencia de la preparación de phaseolus vulgaris inmaduros de la cocina occidental, los ejotes (conocidos con diversos nombres, como frijoles, porotos, judías o alubias verdes), en el edamame normalmente no se come la vaina, sino sólo la semilla.

## Contenido nutricional
El Departamento de Agricultura de los Estados Unidos describe el edamame como "semillas de soja que se pueden comer frescas, conocidas como aperitivo de interés nutricional".
Como el resto de recetas de soja, el edamame es rico en hidratos de carbono, proteínas, fibra alimentaria, ácidos grasos omega y micronutrientes, en particular ácido fólico, manganeso y vitamina K (ver tabla). También pueden contener carotenoides.